# Oligoclona chordigera
Oligoclona chordigera är en fjärilsart som beskrevs av Felder 1874. Oligoclona chordigera ingår i släktet Oligoclona och familjen tandspinnare. Inga underarter finns listade i Catalogue of Life.